# NGC 5824
NGC 5824 (другие обозначения — NGC 5834, ESO 387-SC1, GCL 31) — шаровое скопление в созвездии Волк.
Этот объект занесён в новый общий каталог несколько раз, с обозначениями NGC 5824, NGC 5834.
Этот объект входит в число перечисленных в оригинальной редакции «Нового общего каталога».